# Sites mégalithiques du département du Jura
Cet article présente la liste des sites mégalithiques du Jura, en France.

## Inventaire
| Monument                        | Type                  | Remarque | Localisation          | Coordonnées                      | Illustration                          |
| ------------------------------- | --------------------- | -------- | --------------------- | -------------------------------- | ------------------------------------- |
| Pierre-Énon                     | Monument mégalithique |          | Arinthod              | 46° 24′ 01″ nord, 5° 35′ 43″ est | Pierre-Énon, Arinthod                 |
| Menhir du Désert, Déesse Alésia | Menhir                |          | Chaux-des-Crotenay    | à géolocaliser                   | Dèesse Alésia, Crotenay               |
| Pierre-Lite                     | Menhir                |          | Équevillon            | à géolocaliser                   | Pierre-Lite, Équevillon               |
| Menhir de la Chèvrerie          | Menhir                |          | Foncine-le-Haut       | à géolocaliser                   | Image manquante                       |
| Pierre d'Autel                  | Site mégalithique     |          | Saint-Maurice-Crillat | 46° 34′ 51″ nord, 5° 51′ 42″ est | Pierre d'Autel, Saint-Maurice-Crillat |